# Кермова колонка

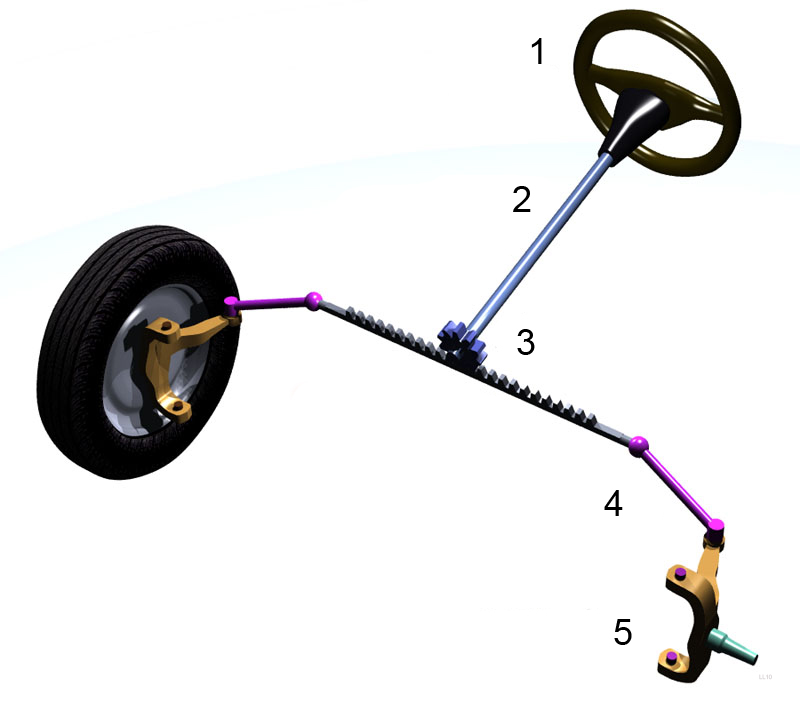
Система кермового управління автомобіля:
1. Кермове колесо;
2 Кермова колонка;
3 Кермовий механізм;
4 Кермова тяга;
5 Підвіска

Кермова́ колонка, рульова́ колонка — елемент системи кермування механізованого транспортного засобу. Зазвичай являє собою штангу чи трубу, із закріпленим на верхньому кінці кермовим колесом, а знизу з'єднану з кермовими тягами (через черв'ячний чи рейковий механізм). Розташовується перед водійським сидінням, похило від нього до кермових тяг.

## Додаткове обладнання
Для припасування колонки за зростом водія можуть використовуватися різноманітні регулювальні пристрої, які змінюють висоту, кут нахилу і відстань до водія.
Телескопічна кермова колонка використовує принцип зміни довжини, аналогічний такому в труби телескопа-рефрактора. Складання колонки не тільки уможливлює регулювання, але й підвищує безпеку на випадок аварії.
Для запобігання травмам грудної клітки при лобовому зіткненні використовують складані кермові колонки.